# Pape Badji
Pape Abdou Badji (nacido el 4 de abril de 1992 en Dakar) es un jugador de baloncesto senegalés con pasaporte suizo que actualmente pertenece a la plantilla del Club Baloncesto Morón  de la Liga Primera FEB en España. Con 2,06 metros de altura juega en la posición de Ala-Pívot. Es internacional absoluto con Senegal.

## Trayectoria profesional
Formado en la cantera del Dakar Université Club de la National 1 Senegalesa, fichó en 2010 por el SAV Vacallo Basket de la Liga Nacional de Baloncesto de Suiza, la máxima división suiza, permaneciendo en el club hasta 2012.
En su primera temporada (2010-2011), jugó 17 partidos de liga, 2 de copa de la liga y 1 de copa, promediando en liga 9,7 puntos (62 % en tiros de 2), 5,1 rebotes y 1,3 robos de balón en 21,5 min, mientras que en la Copa de la Liga promedió 12,5 puntos (50 % en tiros de 2), y 5,5 rebotes en 17 min. En el único partido de Copa que jugó, metió 19 puntos (6-11 de 2, 1-3 de 3 y 4-4 de TL), cogió 4 rebotes, dio una asistencia, robó 3 balones y puso un tapón en 36 min.
En su segunda temporada (2011-2012), jugó 24 partidos de liga, 3 de play-offs, 2 de copa y 1 de copa de la liga, promediando en liga 6,3 puntos (52,5 % en tiros de campo y 56 % en tiros de 2) y 5,3 rebotes en 19,8 min, en play-offs 5 puntos (63,6 % en tiros de 2) y 4 rebotes en 13,7 min y en Copa 6 puntos (66,7 % en tiros de 2), 2,5 rebotes y 1 robo de balón en 21 min. En el único partido de Copa de la Liga que jugó, cogió 2 rebotes en 11 min.
Disputó un total de 41 partidos de liga, 3 de Copa y 3 de Copa de la Liga con el cuadro de Vacallo entre las dos temporadas, promediando en liga 8 puntos (59 % en tiros de 2), 5,2 rebotes y 1 robo de balón en 20,6 min de media, en Copa 12,5 puntos (60,6 % en tiros de 2), 3,2 rebotes y 2 robos de balón en 28,5 min de media y en la Copa de la Liga 6,2 puntos y 3,7 rebotes en 14 min de media.
Sin moverse de Suiza, en el verano de 2012 firmó por el Union Neuchâtel Basket, club en el que ha estado tres años, hasta 2015. Con el equipo de Neuchâtel fue campeón de la Copa de Suiza en 2013 y de la Copa de la Liga en 2014, quedando subcampeón de la Copa de Suiza y de la Liga Nacional de Baloncesto de Suiza en 2015.
En su primera temporada (2012-2013), jugó 26 partidos de liga, 7 de play-offs y 4 de Copa, promediando en liga 10,6 puntos (51,6 % en tiros de campo con un 55,1 % en tiros de 2), 5,8 rebotes, 1,1 asistencias y 1 tapón en 24,6 min, en play-offs 4,3 puntos (66,7 % en triples) y 2,9 rebotes en 21,7 min y en Copa 7,8 puntos (60,9 % en tiros de 2), 4,8 rebotes, 1,5 asistencias y 1 balón robado en 18,5 min. Finalizó en la LNA como el 7º máximo taponador.
En su segunda temporada (2013-2014), jugó 28 partidos de liga, 3 de play-offs, 2 de Copa y 2 Copa de la Liga, promediando en liga 10,9 puntos (51 % en tiros de campo con un 51,2 % en tiros de 2) y 5,9 rebotes en 23,8 min, en play-offs 10 puntos, 5,7 rebotes, 1 robo de balón y 1 tapón en 21,7 min, en Copa 11,5 puntos (57,1 % en tiros de 2 y 100 % en triples), 5 rebotes, 2 asistencias, 1,5 balones robados y 1 tapón en 23,5 min y en la Copa de la Liga 9,5 puntos (60 % en tiros de 2), 6 rebotes, 1 asistencia y 1 tapón en 21,5 min. Finalizó en la LNA como el 6º máximo taponador (0,8 por partido).
En su tercera y última temporada (2014-2015), jugó 30 partidos de liga, 10 de play-offs, 5 de Copa y 1 de Copa de la Liga, promediando en liga 15,1 puntos (52,6 % en tiros de campo con un 53 % en tiros de 2), 9,1 rebotes y 1,6 asistencias en 29,8 min, en play-offs 10,7 puntos, 8,4 rebotes y 1,7 asistencias en 27,9 min, en Copa 15,4 puntos (60,4 % en tiros de 2 y 100 % en triples) y 10,6 rebotes en 29 min y en el único partido de Copa de la Liga que jugó, anotó 12 puntos (5-9 de 2, 2 de 10 de TL), cogió 13 rebotes, dio 1 asistencia y robó 2 balones en 27 min. Fue elegido en el segundo mejor quinteto de la LNA, acabando como el 7º máximo reboteador y el 8º máximo taponador (0,8 por partido) de la LNA.
Con el conjunto suizo disputó un total de 84 partidos de liga, 20 de play-offs, 11 de Copa y 3 de la Copa de la Liga entre las tres temporadas, promediando en liga 12,2 puntos (51,7 % en tiros de campo con un 53,1 % en tiros de 2), 6,9 rebotes, 1,1 asistencias y 0,8 tapones en 26 min de media, en play-offs 8,3 puntos y 5,6 rebotes en 23,7 min de media, en Copa 11,5 puntos (59,4 % en tiros de 2 y 66,6 % en triples), 6,8 rebotes, 1,2 asistencias, 1,1 balones robados en 23,6 min de medua y en la Copa de la Liga 10,7 puntos (57,8 % en tiros de 2), 9,5 rebotes, 1 asistencia y 1,2 balones robados en 24,2 min de media.
Tras tres temporadas en Neuchâtel, fichó por el 5 STELLE SAM Basket Massagno para la temporada 2015-2016.
En la temporada 2021-22, firma por el Brussels Basketball de la BNXT League.
En la temporada 2022-23, firma por el Tours Métropole Basket de la BNXT League.
En la temporada 2023-24, regresa al Okapi Aalstar de la Nationale Masculine 1, la tercera categoría francesa.
El 30 de octubre de 2024, firma por el Club Baloncesto Morón de la Liga Primera FEB en España.

## Selección Senegalesa
Es internacional absoluto con la selección de baloncesto de Senegal desde 2010, cuando disputó la fase de clasificación para el AfroBasket 2011, consiguiendo Senegal clasificarse.
Disputó el AfroBasket 2013, celebrado en Abiyán, Costa de Marfil, donde Senegal consiguió la medalla de bronce tras derrotar por 57-56 a la anfitriona selección de baloncesto de Costa de Marfil en el partido por el tercer puesto. De esta forma consiguieron su billete para la Copa Mundial de Baloncesto de 2014. Jugó 7 partidos con un promedio de 5,1 puntos, 2,9 rebotes y 1 asistencia en 17,5 min de media.
Participó en la Copa Mundial de Baloncesto de 2014 celebrada en España, donde Senegal quedó en 16.ª posición. Jugó 6 partidos con un promedio de 6,2 puntos y 3,3 rebotes en 14 min de media, siendo el 5º máximo anotador de su selección y el 4º reboteador.
Disputó el AfroBasket 2015, celebrado en Radès, Túnez, donde Senegal quedó en 4ª posición tras perder por 82-73 contra la anfitriona selección de baloncesto de Túnez en el partido por el tercer puesto. Jugó 7 partidos con un promedio de 5 puntos (52 % en tiros de 2) y 3,7 rebotes en 12,5 min de media, siendo el 3º máximo reboteador de su selección y el 5º asistente.